# Salvatore Giovanni Rinaldi
Salvatore Giovanni Rinaldi (ur. 3 maja 1937 w Cimitile) – włoski duchowny rzymskokatolicki, w latach 2000-2013 biskup Acerra.

## Życiorys
Święcenia kapłańskie przyjął 2 lipca 1961. 7 grudnia 1999 został mianowany biskupem Acerra. Sakrę biskupią otrzymał 29 stycznia 2000. 18 września 2013 przeszedł na emeryturę.